# Marc Roberts
Pour l’article homonyme, voir Marc Roberts (chanteur).
Marc Roberts (né le 26 juillet 1990 à Barnsley) est un footballeur anglais. Il évolue au poste de défenseur au Barnsley FC.

## Biographie
Le 26 mai 2015, il rejoint le club de Barnsley.
Le 1er juillet 2017, il rejoint Birmingham City.

## Palmarès
Avec Barnsley
- Vainqueur du Football League Trophy en 2016